# Geesthacht
Geesthacht est une ville allemande située dans l'arrondissement du duché de Lauenbourg (Landkreis Herzogtum Lauenburg), dans le Land de Schleswig-Holstein. La ville est la plus grande de l'arrondissement.
Son centre se trouve à environ 27 km à l'Est du centre-ville de Hambourg.

## Personnalités liées à la ville
- Joachim Ritter (1903-1974), philosophe né à Geesthacht.
- Hans Joachim Beyer (1908-1971), historien né à Geesthacht.

## Jumelages
- Hoogezand-Sappemeer (Pays-Bas) depuis 1966[1]
- Plaisir (France) depuis juin 1975[2]
- Kuldīga (Lettonie) depuis 2003[3]
- Oldham (Royaume-Uni) jusqu'à 2004